# Stenaelurillus triguttatus
Stenaelurillus triguttatus là một loài nhện trong họ Salticidae.
Loài này thuộc chi Stenaelurillus. Stenaelurillus triguttatus được Eugène Simon miêu tả năm 1886.